# 総社神社 (前橋市)

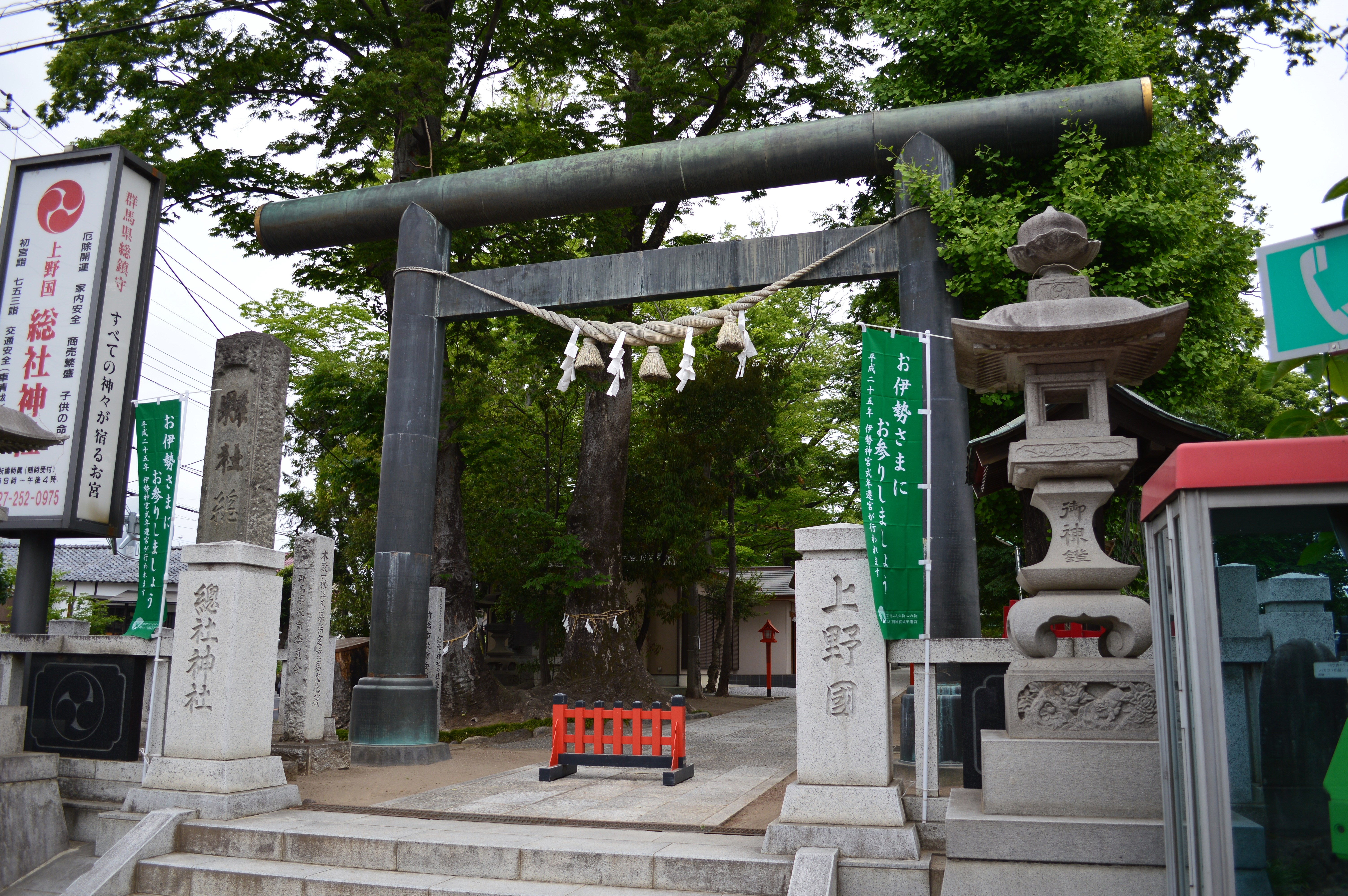
鳥居

総社神社（そうじゃじんじゃ）は、群馬県前橋市元総社町にある神社。上野国総社で、旧社格は県社。
正式名称は「總社神社」。国名を冠し「上野国総社神社（上野総社神社）」とも称する。

## 概要
古代の国司の任務に神拝・朔幣というものが存在した。すなわち、神拝とは新任の国司が国内の主要な神社に参拝し奉幣を行うものであり、朔幣とは毎月朔日に国内の主要な神社に奉幣を行うものである。平安時代中期から後期にかけて、国司は国衙の近くに総社を興し、ここに幣帛を奉るようになった。上野国における総社が当社である。
国司が奉幣を行う神社を記載した公簿が国内神名帳であり、当社では明治時代まで『上野国神名帳』を神体として祀っていた。同帳は群馬県指定重要文化財に指定されている。そのほか境内では、本殿が群馬県指定重要文化財に指定されている。

## 祭神
主祭神
- 磐筒男命 （いわつつのおのみこと）
- 磐筒女命 （いわつつのめのみこと）
- 宇迦之御魂命 （うかのみたまのみこと）
- 経津主命 （ふつぬしのみこと）
- 須佐之男命 （すさのおのみこと）

相殿神
『上野国神名帳』総社本に記される「鎮守十社」。
- 正一位 抜鉾大明神 - 一之宮貫前神社
- 正一位 赤城大明神 - 赤城神社
- 正一位 伊香保大明神 - 伊香保神社
- 正一位 岩根大明神 - 甲波宿禰神社
- 正一位 若伊香保大明神 - 若伊香保神社
- 正一位 榛名大明神 - 榛名神社
- 正一位 小祝大明神 - 小祝神社
- 従一位 火雷大明神 - 火雷神社
- 従一位 倭文大明神 - 倭文神社
- 従一位 浅間大明神 - 浅間神社

配祀神
- 上野国549社

## 歴史

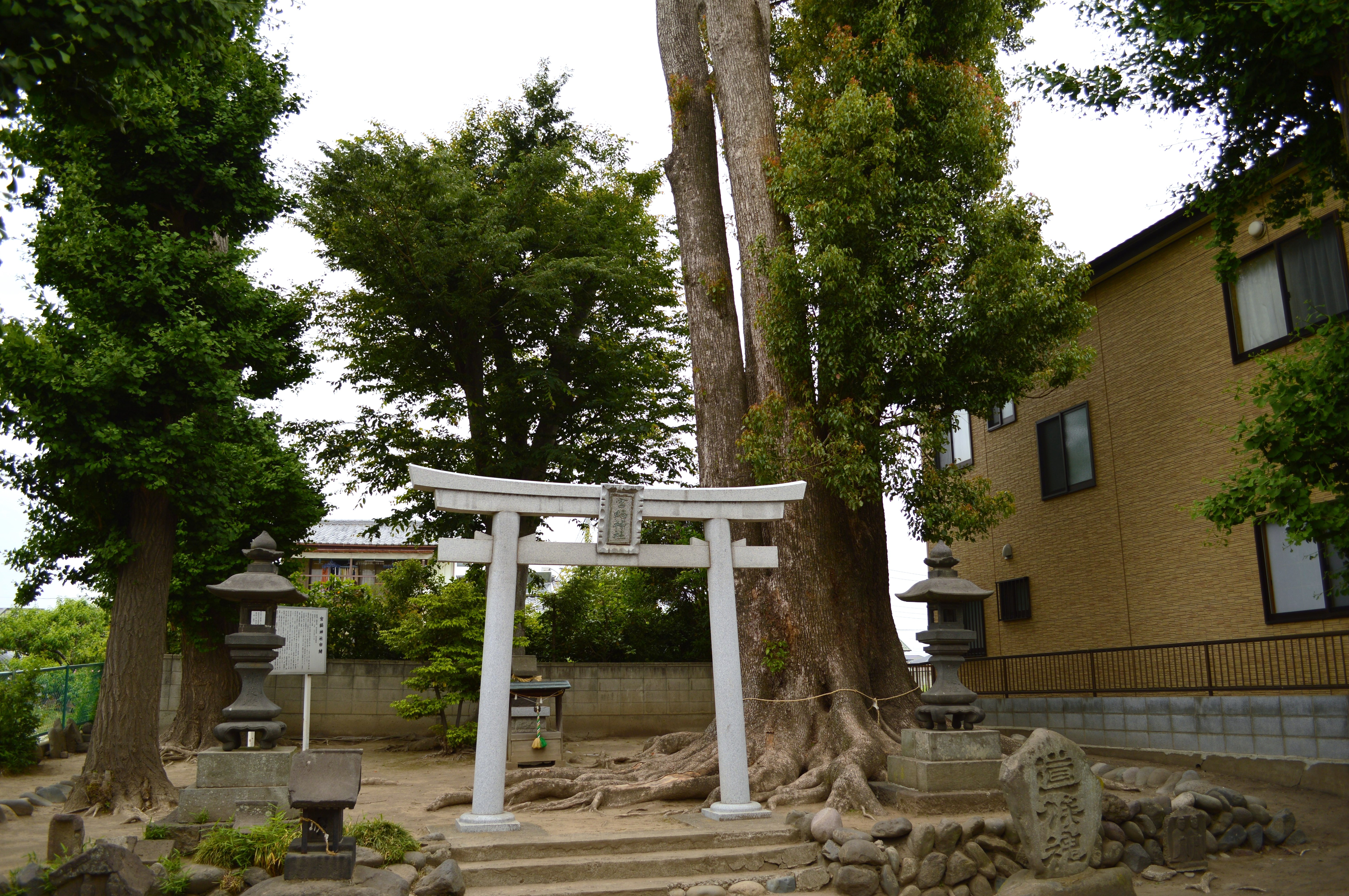
宮鍋神社
（国府伝承地・総社旧地伝承地）

社伝によると、崇神天皇皇子の豊城入彦命が軍神として経津主命を祀ったことに始まるという。安閑天皇の時には上毛野小熊が社殿を改築して「蒼海明神」と称し、天平10年（738年）には上野国549社を合祀し「総社明神」と称したともいう。しかしながら、諸国の国府で国中の神々を合祀する風潮が生まれるのは律令制の衰退期であり、当社の成立年代はさらに下ると見られている。
当地に移る以前は、蒼海城内の宮ノ辺（宮鍋）の地にあったという。また、長享2年（1488年）に万里集九が当社を訪れて記述を残しているほか、永禄9年（1566年）に兵火で焼失、元亀年間（1570年-1573年）に現在地に再建されたという。弥勒菩薩を本地仏として、天正14年（1586年）の紀年のある懸仏が所蔵されているが、普賢菩薩を刻んだ天正17年の銘のある懸仏も所蔵されている。
元和2年（1616年）総社城主秋元泰朝により大修理をされたのが現在の総社神社本殿である。近世には朱印26石が与えられた。
明治に入り、近代社格制度では県社に列した。

## 境内

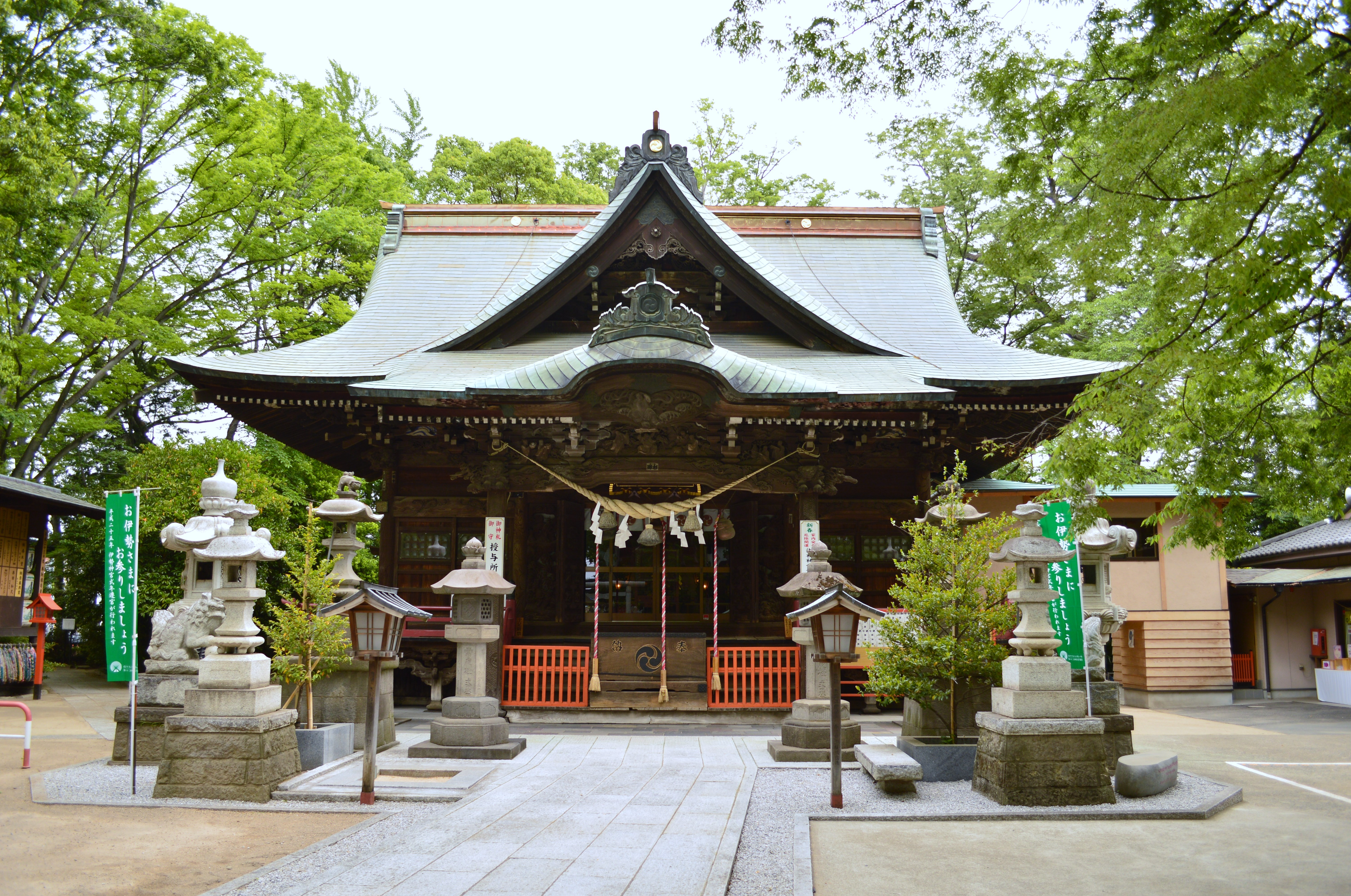
拝殿（前橋市指定重要文化財）

- 本殿
間口三間・奥行二間の三間社流造。慶長年間の造営であるが桃山時代の様式を残し[7]、群馬県指定重要文化財に指定されている。
- 拝殿
天保14年（1843年）の再建で、前橋市指定重要文化財に指定されている。

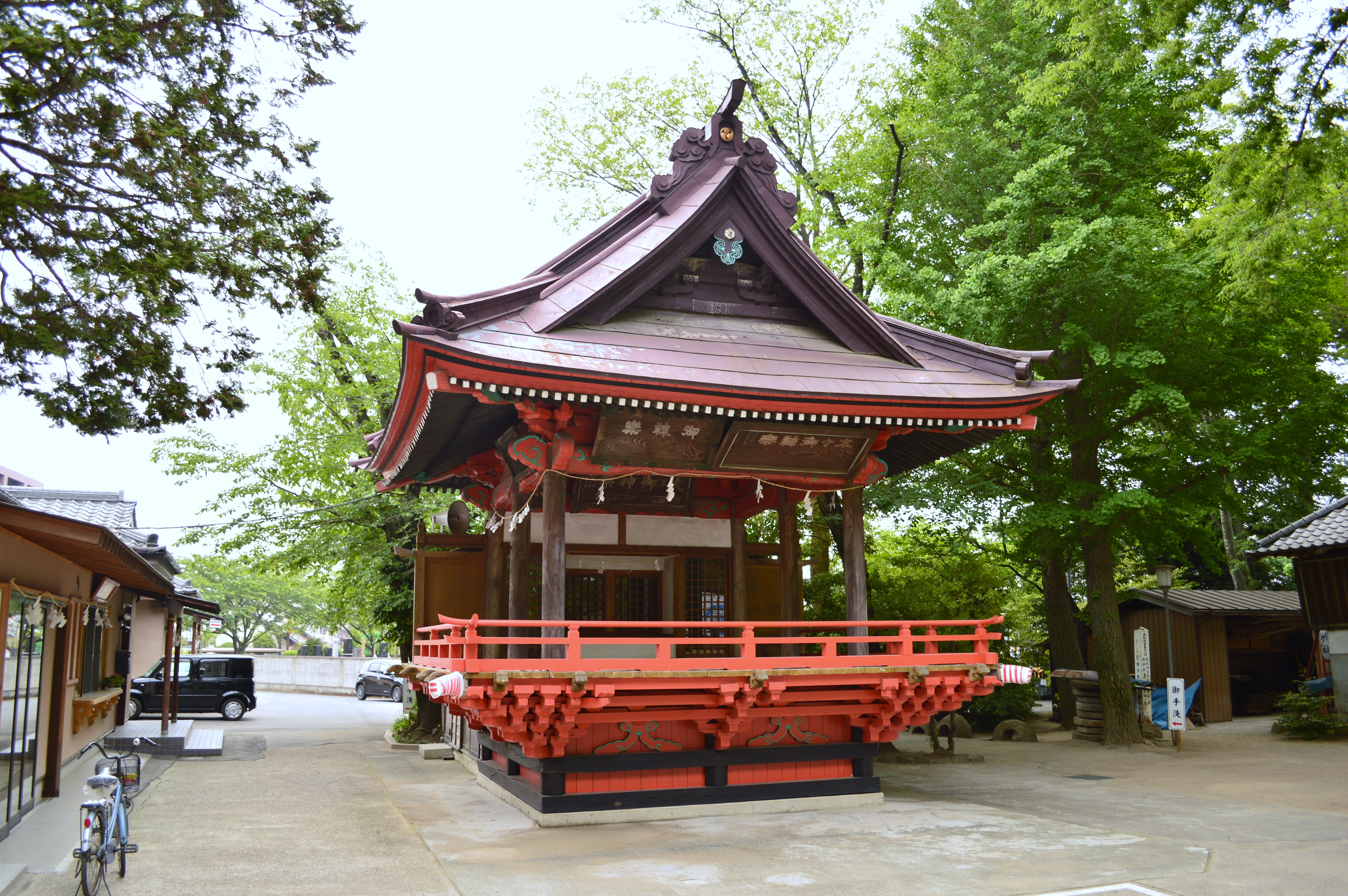
神楽殿
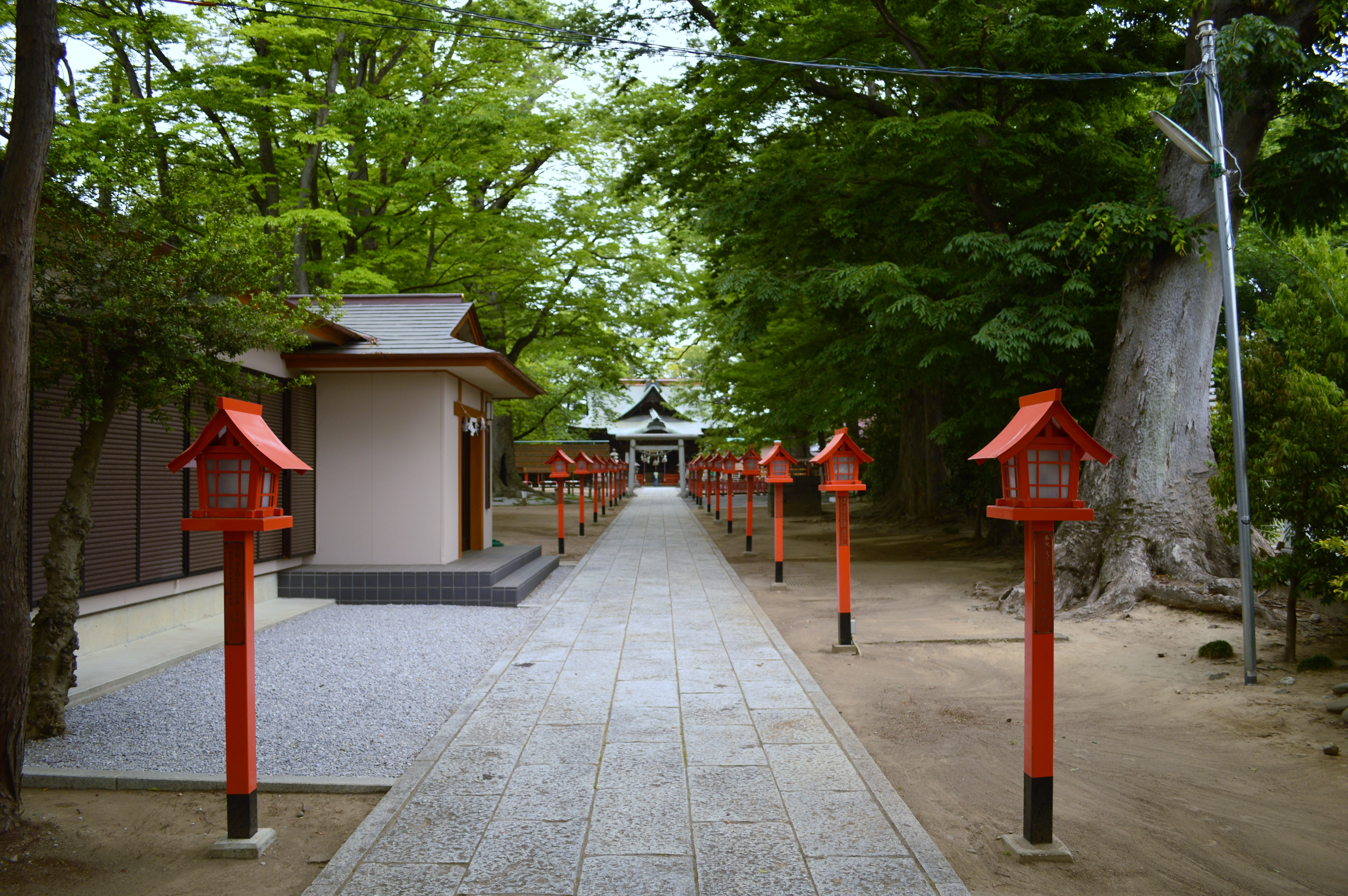
参道

## 祭事
- 正月元旦 （1月1日）[8]
- 射儀式 （1月6日）
- 御筒粥置炭式 （1月15日）
- 追儺式 （2月節分）
- 祈年祭 （2月20日）
- 春季例祭 （3月15日）
- 大祓式 （6月30日）
- 茅輪神事 （6月30日）
- 秋期例祭 （10月9日）
- 七五三 （10月-11月中頃）
- 勤労感謝祭 （11月23日）
- 御神迎式 （旧暦11月1日）
- 大祓式 （12月31日）

## 文化財

### 群馬県指定文化財
- 重要文化財
  - 本殿（建造物） - 昭和38年9月4日指定。
  - 総社神社懸仏 2面（工芸品） - 昭和49年12月23日指定。
  - 雲版 1面（工芸品） - 昭和51年5月7日指定。
  - 総社本上野国神名帳 1巻（書跡） - 昭和49年12月23日指定。

### 前橋市指定文化財
- 重要文化財
  - 拝殿 - 平成5年4月16日指定。
- 重要無形民俗文化財
  - 総社神社の筒粥置炭式 - 平成5年4月16日指定。
  - 総社神社太々神楽 - 昭和48年9月24日指定。
- 天然記念物
  - 総社神社の社叢けやき 6本 - 平成9年4月21日指定。

## 現地情報
所在地
- 群馬県前橋市元総社町1丁目31番地45

交通アクセス
- 鉄道：JR東日本上越線・両毛線 新前橋駅 （徒歩約20分）
- バス：群馬中央バス　前橋駅～立川町通り～新前橋駅西口線　総社神社南バス停または明神前バス停下車すぐ